# Comté de Huntingdon (Québec)
Pour les articles homonymes, voir Huntingdon.
Le comté de Huntingdon était un comté municipal du Québec ayant existé entre 1855 et le début des années 1980. Le territoire qu'il couvrait fait aujourd'hui partie de la région de la Montérégie et est compris dans les MRC du Haut-Saint-Laurent et des Jardins-de-Napierville. Son chef-lieu était la ville de Huntingdon.
Le comté de Huntingdon tire son nom de la ville et du comté du même nom (Huntingdon, Huntingdonshire) dans le centre-sud de l'Angleterre. Il est bordé au sud par la frontière canado-américaine, au nord-ouest par le lac Saint-François (élargissement du fleuve Saint-Laurent), au nord par les comtés de Châteauguay et de Beauharnois et à l'est par les comtés de Saint-Jean et de Napierville.
Huntingdon est le seul comté de la vallée du Saint-Laurent à être entièrement divisé en cantons, au nombre de sept. Tous ces cantons se trouvent en ligne droite et ont en commun de border la frontière Canada-États-unis au sud. De l'est vers l'ouest ce sont les cantons d'Hemmingford, d'Havelock, de Franklin, d'Hinchinbrook, d'Elgin, de Godmanchester et de Dundee. Le chef-lieu, Huntingdon, est situé sur la frontière entre Hinchinbrook et Godmanchester. À l'exception de Godmanchester, tous les autres cantons ont une communauté qui porte le nom du canton dans lequel il se trouve (Hemmingford, Havelock, Franklin, Hinchinbrook, Elgin, Dundee).
On note la présence de la réserve Mohawk d'Akwesasne (anciennement Saint-Regis)  au point extrême ouest du comté dans le canton de Dundee. La réserve chevauche le carrefour des frontières du Québec, de l'Ontario et l'État de New York. La partie américaine de la réserve se situe dans la partie nord-ouest du comté de Franklin.

## Municipalités situées dans le comté
- Huntingdon
- Saint-Regis (Akwesasne)
- Godmanchester
- Hinchinbrooke
- Franklin
- Hemmingford
- Saint-Anicet